# Turbolaoma turbinuloidea
Turbolaoma turbinuloidea är en snäckart som först beskrevs av Madeleine Gabriel 1930.  Turbolaoma turbinuloidea ingår i släktet Turbolaoma och familjen punktsnäckor. Inga underarter finns listade i Catalogue of Life.